# Ultraviolence
| Recensione           | Giudizio |
| -------------------- | -------- |
| AllMusic             |          |
| Entertainment Weekly | A        |
| NME                  |          |
| Pitchfork            | 7.1/10   |
| Rolling Stone        |          |
| Q                    |          |

Ultraviolence è il terzo album in studio della cantautrice statunitense Lana Del Rey, pubblicato il 13 giugno 2014 in Germania, il 16 giugno in Italia e il 17 giugno negli Stati Uniti.
Ottiene un punteggio di 74/100 su Metacritic, basato su 35 recensioni.

## Descrizione e promozione
Ultraviolence si presenta come un album orientato verso il desert rock, dream pop e il rock psichedelico, incorporando anche elementi di blues rock, soft rock e indie rock. Il disco vanta tra i produttori Dan Auerbach dei Black Keys.
Il primo singolo estratto dall'album è West Coast, precedentemente annunciato dalla cantante tramite Twitter. Il brano è stato presentato ufficialmente il 14 aprile 2014 su BBC Radio 1, ma la cantante l'aveva già eseguito dal vivo l'11 aprile durante un concerto a Las Vegas, in versione a cappella, e il successivo 13 aprile al Coachella Valley Music and Arts Festival; il 6 maggio ne è stato poi pubblicato su VEVO il videoclip ufficiale.
Successivamente sono stati presentati a brevissima distanza di tempo i successivi singoli: Shades of Cool il 26 maggio, seguito da Ultraviolence il 4 giugno e infine Brooklyn Baby l'8 giugno. Black Beauty, definito come uno «dei brani più epici della cantante», è stato estratto come ultimo singolo nel dicembre dello stesso anno; un EP contenente tre versioni remix del brano è stato messo in commercio in Germania da Vertigo Berlin.

## Tracce
1. Cruel World – 6:38 (Elizabeth Grant, Blake Stranathan)
2. Ultraviolence – 4:09 (Elizabeth Grant, Dan Heath)
3. Shades of Cool – 5:40 (Elizabeth Grant, Rick Nowels)
4. Brooklyn Baby – 5:49 (Elizabeth Grant, Barrie O'Neill)
5. West Coast – 4:16 (Elizabeth Grant, Rick Nowels)
6. Sad Girl – 5:17 (Elizabeth Grant, Rick Nowels)
7. Pretty When You Cry – 3:52 (Elizabeth Grant, Blake Stranathan)
8. Money Power Glory – 4:28 (Elizabeth Grant, Greg Kurstin)
9. Fucked My Way Up to the Top – 3:30 (Elizabeth Grant, Dan Heath)
10. Old Money – 4:29 (Elizabeth Grant, Dan Heath, Nino Rota, Robbie Fitzsimmons)
11. The Other Woman – 2:58 (Jessie Mae Robinson) – Cover del brano di Nina Simone

Tracce bonus nell'edizione deluxe
1. Black Beauty – 5:13 (Elizabeth Grant, Rick Nowels)
2. Guns and Roses – 4:29 (Elizabeth Grant, Rick Nowels)
3. Florida Kilos – 4:14 (Elizabeth Grant, Harmony Korine, Dan Auerbach)

Tracce bonus nell'edizione iTunes
1. Is This Happiness – 3:44 (Elizabeth Grant, Rick Nowels)

Tracce bonus nell'edizione Fnac
1. Flipside – 5:10 (Elizabeth Grant, Blake Stranathan)

Tracce bonus nell'edizione iTunes giapponese
1. Is This Happiness – 3:44 (Elizabeth Grant, Rick Nowels)
2. Flipside – 5:10 (Elizabeth Grant, Blake Stranathan)

## Successo commerciale
Il 18 giugno 2014, Billboard ha stimato che Ultraviolence avrebbe venduto circa 175.000-180.000 copie durante la prima settimana di pubblicazione negli Stati Uniti. L'album ha debuttato al numero uno della Billboard 200, vendendo 182.000 copie, diventando il primo album numero uno della Del Rey negli Stati Uniti e il miglior debutto a livello di vendite nel paese. Al momento della pubblicazione, il disco aveva anche ottenuto il record per il più grande debutto di vendite di album di un'artista femminile nel 2014. Dopo due settimane, Ultraviolence aveva venduto oltre 220.000 copie negli Stati Uniti. L'album ha venduto oltre 31.800 copie in vinile nel Paese, diventando così l'ottavo album in vinile più venduto negli Stati Uniti nel 2014. Complessivamente, Ultraviolence ha debuttato al numero uno in 12 paesi, incluso il Regno Unito, diventando così il suo secondo album numero uno nel paese consecutivo, dopo Born to Die. L'album ha venduto 800.000 copie mondialmente nella sua prima settimana, e ha raggiunto il milione di copie vendute in un mese.

## Classifiche

### Classifiche settimanali
| Classifica (2014) | Posizione massima |
| ----------------- | ----------------- |
| Australia         | 1                 |
| Austria           | 5                 |
| Danimarca         | 3                 |
| Finlandia         | 1                 |
| Germania          | 3                 |
| Irlanda           | 2                 |
| Nuova Zelanda     | 1                 |
| Paesi Bassi       | 5                 |
| Portogallo        | 3                 |
| Regno Unito       | 1                 |
| Repubblica Ceca   | 5                 |
| Stati Uniti       | 1                 |
| Svezia            | 15                |
| Svizzera          | 2                 |
| Ungheria          | 6                 |

### Classifiche di fine anno
| Classifica (2022) | Posizione |
| ----------------- | --------- |
| Polonia           | 84        |
| Classifica (2024) | Posizione |
| Croazia           | 28        |
| Polonia           | 80        |
| Portogallo        | 63        |